# Dolores M. Koch
Dolores Mercedes Koch (La Habana, Cuba, 1928 - Nueva York, Estados Unidos, 2009) fue una crítica cubanoestadounidense pionera en el campo de la microficción. Su artículo "El micro-relato en México: Torri, Arreola, Monterroso y Avilés Fabila", publicado en 1981, es el primer trabajo crítico sobre el microrrelato en el mundo de habla hispana.
Doctora en Literatura Hispanoamericana por la City University of New York, además de su investigación en la microficción, tradujo del español al inglés distintos trabajos de autores como Laura Restrepo, Jorge Bucay, Alina Fernández, Emilie Schindler, Enrique Joven y Reinaldo Arenas, incluyendo de este último el célebre Antes que anochezca.